# Ibrahima Doumbouya
Ibrahima Doumbouya (Calgary, 7 ottobre 1997) è un cestista canadese con cittadinanza guineana.

## Carriera
Con la Guinea ha disputato i Campionati africani del 2021.